# Anna Lankašová-Burianová
Anna Lankašová-Burianová (rozená Lankašová, 23. června 1881 Jedlina u Rychnova nad Kněžnou – 3. prosince 1956) byla česká lékařka, patoložka,  gynekoložka, učitelka a odborná publicistka; sedmá promovaná doktorka medicíny v Čechách, historicky devátá promovaná česká lékařka, a první česká patoložka. Jejím manželem byl plastický chirurg prof. MUDr. František Burian.

## Život

### Mládí a studia
Narodila se v  Jedlině u Rychnova nad Kněžnou (pozdější součást obce Synkov-Slemeno) ve východních Čechách. Po absolvování obecné školy začala studovat v Praze na nově otevřeném (1890) prvním soukromém dívčím gymnáziu ve střední Evropě Minerva. ve školním roce 1901/1902 nastoupila ke studiu medicíny na lékařské fakultě Karlo-Ferdinandovy univerzity v Praze. Až do roku 1900 docházely dívky na přednášky na hospitační studium (bez statutu řádné posluchačky); v roce 1900 bylo novým zákonem dívkám umožněno skládat zkoušky za celou dosavadní dobu studia. Již při studiu se uplatnila jakožto první ženská demonstrátorka v ústavu patologie prof. Jaroslava Hlavy.

### Lékařkou
4. července 1907 odpromovala  a stala se tak teprve sedmou v Čechách vystudovanou lékařkou, medička Anna Honzáková zde titul získala teprve roku 1902. Externě pak pracovala na klinice prof. Josefa Thomayera, byla operační elévkou na klinice prof. Otakara Kukuly a na gynekologické klinice prof. Karla Pawlíka, kde působila jakožto první lékařka-asistentka na porodnické klinice prof. Václava Rubešky.
Provdala se roku 1910 za pražského lékaře, profesora plastické chirurgie a akademika Františka Buriana a nadále pak používala zdvojené příjmení Lankašová-Burianová. Po sňatku se manželé usadili na pražských Vinohradech, kde začala působit jako ženská lékařka, v létě pak provozovala praxi ve Františkových Lázních.
V roce 1941 byla zvolena předsedkyní sekce pro výzkum ženské konstituce při České společnosti biotypologické.
Její první vědecká práce, o porodu při paraplegii, vyšla v roce 1911. Dalšími pracemi i řadou přednášek věnovala se tělesné výchově žen. Zdůrazňovala zejména důležitost tělocviku pro těhotné, jeho význam pro držení těla ženy.

### Úmrtí
Anna Lankašová-Burianová zemřela 3. prosince 1956 ve věku 75 let. Pohřbena byla patrně v rodinné hrobce na smíchovském hřbitově Malvazinky, kde je pohřben její manžel František.